# Мищенко, Андрей Никитович
Андрей Никитович Мищенко — регент, мученик, местночтимый святой Украинской Православной Церкви.

## Биография
Родился 30 октября 1893 года в Харькове.
До революции 1917 года работал учителем. Позднее стал регентом Софийской церкви в Харькове. 5 апреля 1938 года арестован и приговорен к расстрелу. Расстрелян 25 мая 1938 года в Харькове.

## Канонизация
22 июня 1993 года Определением Священного Синода Украинской Православной Церкви принято решение о местной канонизации подвижника в Харьковской епархии, в Соборе новомучеников и исповедников Слободского края (день памяти – 19 мая (1 июня)).
Чин прославления подвижника состоялся во время визита в Харьков 3-4 июля 1993 года Предстоятеля Украинской Православной Церкви Блаженнейшего Митрополита Киевского и всея Украины Владимира, в кафедральном Благовещенском соборе города.